# Институт стран СНГ
Институ́т диа́споры и интегра́ции (Институ́т стра́н СНГ) — российский аналитический центр, негосударственная организация, основной целью которой является изучение проблем Ближнего зарубежья, а также определение и научная поддержка российских интересов на территории бывшего СССР. Основателем и директором института является российский политический деятель К. Ф. Затулин. Председатель Научного совета — А. М. Мигранян.

## История
Институт был основан в апреле 1996 года. Среди учредителей были: Правительство города Москвы, Министерство Российской Федерации по сотрудничеству с государствами-участниками СНГ, Министерство Российской Федерации по делам национальностей и федеративным отношениям, Федеральная пограничная служба России, Федеральная миграционная служба России, Министерство иностранных дел РФ, Московский государственный университет, МГИМО и институты Российской академии наук.

## Деятельность

### В России
Является влиятельным идеологическим центром формирования российской государственной политики по отношению к т. н. «Ближнему зарубежью». Институтом ведётся всестороннее исследование тех процессов, которые происходят на постсоветском пространстве, даются прогнозы внешней и внутренней политики входящих в него стран. Кроме того проводится «разработка моделей экономической, политической, военной и культурной интеграции на постсоветском пространстве».
Кроме исследовательской работы, институт занимается правозащитной деятельность. В частности, поддержкой русскоязычных граждан, русского языка, русской культуры, русских общин на Украине и в других странах СНГ. Для этого проходится широкий мониторинг сведений о положении соотечественников. Также институт «осуществляет мониторинг этносоциальных и военно-политических конфликтов на территории бывшего СССР, вырабатывает рекомендации по их разрешению и предотвращению».
Хотя организация декларирована как негосударственная и независимая, она имеет хорошие отношения и пользуется поддержкой правительства города Москвы, Государственной думы России, Правительственной комиссии по делам соотечественников РФ. Доклады института пользуются спросом у Федерального собрания России, МИД России, Совет Безопасности России, Администрация Президента России, Министерство культуры России, Министерство экономического развития России. Кроме того исследования, аналитика и прогнозы института используют «исследовательские центры РАН, неакадемические государственные институты, частные аналитические организации».
В 1998—1999 годы совместно с редакцией «Независимой газеты» выпускалось ежемесячное тематическое приложение «Содружество-НГ».
Начиная с 2000 года в институте на постоянной основе работали 20-25 специалистов-экспертов. Кроме того в институте имеет место создание вместо дополнительных отделов и кафедр „творческих групп“, которые призваны заниматься решение какой-то отдельной проблемы.
Институт провёл две крупные международные научно-практические конференции «Русский язык — язык общения в странах СНГ и Балтии. Проблемы и пути их решения» и «Репатриация как форма регулируемой иммиграции».
Основной формой работы института является проведение круглых столов и семинаров, а также издание информационно-аналитических вестников, сборников статей и бюллетеней.

### В странах СНГ
Институт также имеет филиалы в Белоруссии, Киргизии, Армении, Украине и в Крыму.
Деятельность института на Украине подвергалась критике: председатель института Затулин неоднократно провозглашался персоной нон грата и высылался из Украины; Служба безопасности Украины обвинила эту организацию в антиукраинской деятельности, дестабилизации внутренней жизни страны, в поддержке сепаратизма и отрицании Голодомора. СБУ также обратилась в суд с требованием прекратить деятельность института на Украине.

## Издания института
С 1 марта 2000 года два раза в месяц издаёт Информационно-аналитический бюллетень «Страны СНГ. Русские и русскоязычные в новом зарубежье».
С 2007 года совместно с украинским филиалом издаётся информационно-аналитический мониторинг «Украина».
С 2010 года издаётся информационно-аналитический мониторинг «Молдово-Приднестровский регион».
С 2014 года издаётся ежеквартальный общественно-политический научный журнал «Постсоветский материк».
С 2014 года издаётся научно-аналитический журнал «Обозреватель-Observer» (основан в 1992 году), входящий в Перечень рецензируемых научных журналов ВАК.

## Оценки
В. И. Якунин, С. С. Сулакшин, М. В. Вилисов Д. В. Соколов отмечают: 
Институт выполняет прежде всего информационные и аналитические функции для поддержки его лидеров, представляя собой в большей степени конъюнктурное учреждение, занимающееся вопросами текущей политики и информационной поддержки идеологически близких экспертов и организаций (в том числе и на территории стран СНГ). Это не центр по разработке стратегических доктрин или политических концепций, а скорее консалтинговое учреждение, сконцентрированное на изучении текущей политической ситуации.

## Награды
- Почётная грамота Московской городской Думы (14 июня 2006 года) — за заслуги перед городским сообществом[14].